# 布朗芒廷 (北卡羅萊納州)
布朗芒廷（英語：Brown Mountain）是位於美國北卡羅萊納州斯托克斯縣的非建制地區。

## 歷史
布朗芒廷的郵局於1876年設立，其後於1906年停運。

## 地理
布朗芒廷所處的海拔為高於海平面359米（即1178英呎），而該地所採用的時區為UTC-5，即北美东部时区（EST）。同時該地設有夏令時間，為UTC-5調快一小時，即UTC-4（EDT）。